# Vladímir Ladosha
Vladímir Yevguénievich Ladosha –en ruso, Владимир Евгеньевич Ладоша– (Kúibyshev, 16 de febrero de 1971) es un deportista ruso que compitió en piragüismo en la modalidad de aguas tranquilas. Ganó seis medallas en el Campeonato Mundial de Piragüismo entre los años 1997 y 2001, y seis medallas en el Campeonato Europeo de Piragüismo entre los años 1997 y 2001.

## Palmarés internacional
| Campeonato Mundial | Campeonato Mundial | Campeonato Mundial | Campeonato Mundial |
| Año                | Lugar              | Medalla            | Competición        |
| ------------------ | ------------------ | ------------------ | ------------------ |
| 1997               | Dartmouth (Canadá) | Medalla de plata   | C2 200 m           |
| 1998               | Szeged (Hungría)   | Medalla de bronce  | C4 200 m           |
| 1998               | Szeged (Hungría)   | Medalla de bronce  | C4 500 m           |
| 1999               | Milán (Italia)     | Medalla de oro     | C4 200 m           |
| 1999               | Milán (Italia)     | Medalla de oro     | C4 500 m           |
| 2001               | Poznań (Polonia)   | Medalla de bronce  | C4 500 m           |
| Campeonato Europeo |                    |                    |                    |
| Año                | Lugar              | Medalla            | Competición        |
| 1997               | Plovdiv (Bulgaria) | Medalla de oro     | C2 200 m           |
| 1997               | Plovdiv (Bulgaria) | Medalla de oro     | C4 200 m           |
| 1997               | Plovdiv (Bulgaria) | Medalla de bronce  | C2 500 m           |
| 2000               | Poznań (Polonia)   | Medalla de oro     | C4 500 m           |
| 2001               | Milán (Italia)     | Medalla de oro     | C4 500 m           |
| 2001               | Milán (Italia)     | Medalla de oro     | C4 1000 m          |